# Tore Keller
Tore Bertil Gottfrid Keller (født 4. januar 1905, død 15. juli 1988) var en svensk fodboldspiller (angriber).
På klubplan tilbragte Keller hele sin karriere, fra 1924 til 1940, hos IK Sleipner i fødebyen Norrköping. Han vandt det svenske mesterskab med klubben i 1938.
Keller spillede desuden 25 kampe for Sveriges landshold. Han repræsenterede sit land ved OL 1924 i Paris, hvor svenskerne vandt bronze.. Senere var han også med ved både VM 1934 i Italien, samt VM 1938 i Frankrig.

## Titler
Allsvenskan
- 1938 med IK Sleipner